# Krabbmakak
Krabbmakaken eller långsvansad makak (Macaca fascicularis) är en primärt trädlevande art i släktet makaker som framför allt förekommer i Sydostasien.

## Kännetecken
Djuret viktigaste särdrag är den långa svansen. Den har enligt Lang (2006) en längd på 40 till 65 centimeter och är ofta längre än övriga kroppen som är hos hanarna 41 till 65 centimeter lång. Hanen är med en vikt mellan 4,7 och 8,3 kilogram betydligt tyngre än honan som väger 2,5 till 5,7 kilogram. Honan är kortare med 39 till 50 centimeters kroppslängd (huvud och bål). Dessutom har hanen betydligt större hörntänder. Enligt andra källor är kroppen bara upp till 47 centimeter lång vilket gör den långa svansen mera påfallande. Pälsens färg är gråbrun eller rödbrun och på undersidan ljusare. Vid hjässan finns ibland en mörkare tofs. Hos bägge könen förekommer ibland vitt skägg vid kinden eller vita teckningar vid ögonlocket.

## Utbredning och habitat
Arten lever i Sydostasien. Utbredningsområdet sträcker sig från Myanmar, Thailand och centrala Vietnam över Malaysia till Indonesien (Sumatra, Java, Borneo, Timor) och Filippinerna. Krabbmakak är den art i ordningen primater som förekommer längst söderut (undantaget människa). Arten blev introducerad på Mauritius, Palau och på Nya Guinea. Habitatet utgörs av olika sorters skogar som regnskogar, träskmarker, mangrove och bambuskogar. Dessutom finns de på plantager. Krabbmakaker hittas oftast nära vattendrag eller andra vattenansamlingar.

## Levnadssätt
Som alla smalnäsor är djuret aktiv på dagen och vistas huvudsakligen i träd. För att leta efter föda vistas krabbmakak även på marken. Apan går vanligen på fyra extremiteter men har bra förmåga att hoppa från gren till gren, ibland över fem meters avstånd.
De lever i grupper som består av flera vuxna hanar och honor samt deras ungar. En genomsnittlig flock på Sumatra har 6 hanar och 10 honor. I andra regioner kan en flock bestå av upp till 50 individer och i sällsynta fall upp till 100 individer. Proportionen mellan antalet hanar och honor är allmänt 1:2,5. Honan stannar hela livet i den flock de fötts. Bland honorna finns en hierarki beroende på släktskap till flockens äldsta hona som syns bland annat när de vårdar pälsen eller hur de fördelar födan. Hanarnas hierarki bestäms efter ålder, storlek och med aggressiva strider. De biter varandra och ibland uppstår svåra sår. Varje flock har ett revir som försvaras mot andra flockar. Motståndarna hotas med skrikande läten, uppvisning av hörntänderna och hoppande på grenar. Om faran inte försvinner använder de våld.

## Föda
Krabbmakak är allätare men födan består huvudsakligen av frukter. Dessutom äter de blad, gräs, blommor, svampar och animaliska ämnen som insekter, andra ryggradslösa djur och fågelägg. Individer som lever vid havet äter även kräftdjur, musslor och mer sällan bläckfiskar.

## Fortplantning
De hanar som står högre i hierarkin har företräde vid parningen och de parar sig med så många honor som möjligt. Ibland lyckas andra hanar fortplanta sig. Efter dräktigheten som varar i ungefär 162 dagar föder honan vanligen ett ungdjur. Unga honor föder vanligen vartannat år en unge och äldre honor varje år. Födelsen sker oftast mellan maj och juli under regntiden. Ungdjur uppfostras bara av honorna och efter cirka ett år och två månader slutar honan att ge di. Ungdjur är efter 3 till 4 år (honor) eller 6 år (hannar) könsmogna. Djur i fångenskap når ibland en ålder av 40 år.

## Krabbmakak och människor

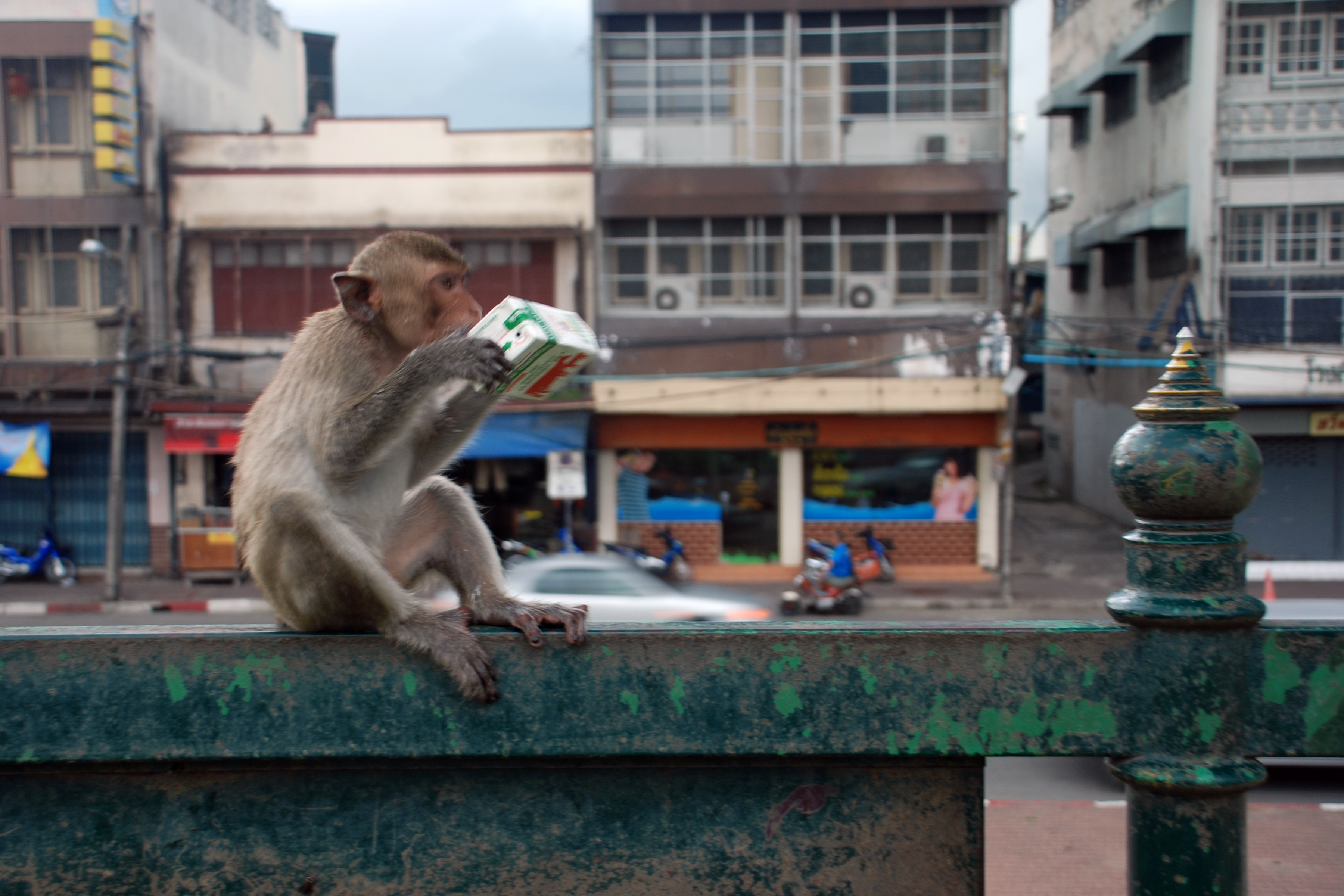
Stadslevande krabbmakak

Krabbmakaker vänjer sig lätt vid människor och tvekar inte att stjäla mat som ligger framme. Sydostasiatiska myndigheter riktar kritik mot turister som ger mat åt tiggande krabbmakaker. De påpekar att varje kontakt ökar överföringsrisken för smittsamma sjukdomar. Vissa stadslevande apor försöker till och med rycka påsar och andra objekt ur händerna på människor i förhoppning om att det skall vara mat. 
Krabbmakaker används som försöksdjur. Med hjälp av dessa primater testas nya mediciner eller utförs neurologiska undersökningar samt forskning på deras inlärningsförmåga. Detta har kritiserats av motståndare till djurförsök. Till exempel valdes krabbmakaken 2004 av den tyska djurrättsorganisationen "Menschen für Tierrechte - Bundesverband der Tierversuchsgegner e.V." som Årets försöksdjur.
Arten anpassningsförmåga till landskapsförändringar är ganska bra. På Filippinerna dödas många individer genom jakt för köttets skull och som sport. Den vilda populationen minskar även eftersom individer fångas och görs till försöksdjur. I regioner med stora avelsstationer släps många individer fri som i viss mån var van vid människans vård. Detsamma gäller för gränsområdet mellan Kina och Vietnam där många illegala sällskapsdjur beslagtas. Det befaras att dessa halvtama individer påverkar den vilda populationen negativt. IUCN uppskattar att hela beståndet minskade med 30 procent under de senaste 30 till 36 åren (tre generationer räknat från 2015) och listar krabbmakak som sårbar (VU). En liknande utveckling befaras för de kommande 30 till 36 åren.

### Fotnoter
1. 1 2 3 4 5 6 7  Eudey, A., Kumar, A., Singh, M. & Boonratana, R. 2015 Macaca fascicularis . Från: IUCN 2015. IUCN Red List of Threatened Species. Version 2018.1. Läst 14 juli 2020.
2. ↑  Wilson & Reeder, red (2005). ”Macaca fascicularis” (på engelska). Mammal Species of the World. Baltimore: Johns Hopkins University Press. ISBN 0-8018-8221-4
3. 1 2 3 4  Cawthon Lang KA (2006). Primate Factsheets: Long-tailed macaque (Macaca fascicularis) Taxonomy, Morphology, & Ecology, läst 23 augusti 2014.
4. 1 2 3 4 5  C. Bonadio (20 mars 2000). ”Long-tailed macaque” (på engelska). Animal Diversity Web. University of Michigan. http://animaldiversity.ummz.umich.edu/accounts/Macaca_fascicularis/. Läst 23 augusti 2014.
5. ↑  Javaneraffe Arkiverad 24 september 2015 hämtat från the Wayback Machine. (tyska), www.primata.de, enligt Rowe, N. (1996). Pictorial Guide to the Living Primates. East Hampton: Pogonias Press, läst 23 augusti 2014.
6. ↑  Der Javaneraffe Arkiverad 4 juli 2013 hämtat från the Wayback Machine. (tyska), Versuchstier des Jahres 2004, läst 23 augusti 2014.